# Салдан Йосип Романович
Йосип Романович Салдан (нар. 3 лютого 1940, с. Лівчиці, Дрогобицька область — 6 грудня 2024) — український вчений-офтальмолог, доктор медичних наук, професор.

## Життєпис
Народився в селянській родині. В початкову школу пішов у 1945 році в с. Лівчиці, середню школу в сусідньому с. Руда Жидачівського району закінчив у 1956 р. В цьому ж році вступив до Чернівецького медичного інституту, навчання в якому закінчив у 1962 році.
Під час навчання в інституті почав займатися науковою діяльністю, результатом якої була наукова робота «Діагностичне значення люмінесцентного аналізу в дерматовенерології». З 1958 до 1960 року паралельно навчався живопису в образотворчій студії при Будинку народної творчості м. Чернівці.
Після закінчення навчання в ЧМІ протягом 1962—1965 років працював лікарем-офтальмологом в Центральній лікарні м. Миколаїв.
У 1965 р. вступив на навчання в клінічну ординатуру Одеського НДІ очних хвороб і тканинної терапії ім. В. П. Філатова, а потім у 1967 р. в аспірантуру при цьому ж НДІ, яку закінчив у 1969 р.
Після закінчення аспірантури до 1972 року працював у НДІ ім. В. П. Філатова на посаді молодшого наукового співробітника.
У 1972 році був направлений офтальмологом-консультантом у м. Кабул (Афганістан), де працював до 1975 року. Після завершення відрядження в Афганістан повернувся на роботу в НДІ ім. В. Філатова на посаді мол. наук. сп., де з 1978 до 1988 року працював на посаді старшого наукового співробітника.
Протягом 1979—1981 років навчався в Одеському суспільному інституті патентознавства та отримав кваліфікацію «Патентознавець».

## Наукова та викладацька діяльність
Науковою роботою почав займатися в роки навчання в аспірантурі. Саме в цей період Й. Салдан вперше в УРСР впровадив методику флюоресцентної ангіографії та виконав ряд експериментальних клінічних досліджень, які стали основою його кандидатської дисертації на тему: «Діагностична цінність флюоресцентної ангіографії і офтальмоскопії при запальних і дегенеративних захворюваннях судинної і сітківкової оболонок ока», яку захистив у 1969 році.
Після повернення з Афганістану досліджує проблеми глаукоми та захворювання очей, що пов'язані з порушеннями в ендокринній системі людини, зокрема з діабетом. Саме дослідженню цієї проблематики присвячена докторська дисертація Й. Салдана на тему: «Патогенетичні особливості початкових стадій простої і проліферуючої діабетичної ретинопатії і диференційований підхід до їх лікування», яку захистив у 1990 році.
На викладацьку роботу перейшов, коли у 1988 році почав працювати на посаді завідуючого кафедри очних хворіб Вінницького національного медичного університету ім. М. І. Пирогова, якою керував до 2016 року.
У 1992 році Й. Салдану присвоєне звання професора кафедри очних хворіб ВНМУ. Під його керівництвом підготовано 34 клінічних ординатори, з них 9 іноземців, 340 лікарів-інтернів, 6 кандидатів мед. наук, 5 магістрів з офтальмології.
У 1989 році він вперше у Вінницькій області впровадив в клінічну практику імплантацію штучних кришталиків, нові оперативні втручання при глаукомі та лазерні технології при лікуванні офтальмопатологій.
Він є автором та співавтором понад 200 наукових публікацій, 30 раціоналізаторських пропозицій, 38 авторських свідоцтв і патентів.
Професор Й. Салдан є членом редколегії 4-х всеукраїнських медичних журналів, Київської спеціалізованої вченої ради по захисту дисертацій, міжнародного офтальмохірургічного товариства, Асоціації офтальмологів України.
За результатами наукових досліджень Й. Салданом одноосібно та у співаторстві опубліковано 13 підручників, посібників та методичних рекомендацій. Він автор монографії «Діабетичні захворювання очей» (2003) та навчально-методичного посібника «Раптові захворювання органа зору» (1997, 2005).
Член Міжнародного офтальмохірургічного товариства.

## Нагороди і відзнаки
Удостоєний звання «Відмінник охорони здоров'я СРСР» за винахідницьку діяльність
Нагороджений Дипломом виставки досягнень народного господарства УРСР.
Указом Президента України № 186/2020 від 15 травня 2020 року «Про відзначення державними нагородами України з нагоди Дня науки» проф. Й. Салдану за вагомий особистий внесок у розвиток вітчизняної науки, зміцнення науково-технічного потенціалу України, багаторічну сумлінну працю та високий професіоналізм присвоєно почесне звання: «Заслужений винахідник України».

## Основні праці
- Лечение больных с диабетическими изменениями глазного дна: метод. рек. / Кашинцева Л. Т., Грузина Е. А., Салдан И. Р. и др. — Одесса, 1988. — 30 с.;
- Выявление и лечение больных с начальными стадиями диабетической ретинопатии: метод. рек. / Кишинцева Л. Т., Салдан И. Р. и др. — Одесса, 1989, — 28 с.;
- Профилактика и лечение постравматической гипотонии и субатрофии глаза: метод. рек. / Салдан И. Р. Шелинговская Т. М., Раинчик В. Ю. — Винница, 1991. — 24 с.;
- Користування офтальмологічними діагностичними апаратами та приладами: метод. рек. / Шеліговська Т. М., Довгалюк Ю. П., Салдан Й. Р. та ін. — Вінниця, 1995. — 19 с.;
- Раптові захворювання органу зору: навч.-метод. посіб. / Салдан Й. Р., Антонюк Т. М., Довгалюк Ю. П., Андрушкова О. А. — Вінниця, 1997. — 23 с.;
- Очні хвороби / Сергієнко М. М., Жабоєдов Г. Д., Салдан Й. Р. та ін. — К. : Здоров'я, 1999. — 312 с.;
- Діабетичні захворювання очей / Сайдан Й. Р. — Вінниця, 2003. — 48 с.

## Родина
Батько — Салдан Роман Йосипович (03.02.1912 с. Лівчиці — серпень 1946, там само), селянин, був головою «Просвіти» с. Лівчиці у 1936—1939 рр., учасник Другої світової війни, помер після важких поранень та захворювань; мати — Салдан Доменіка Миколаївна (27.09.1919 с. Лівчиці — 25.01.2004, там само), селянка. Дружина Салдан (Соколова) Броніслава Ніфонтіївна (07.02.1940, м. Одеса — 12.09.2023, м. Вінниця), біохімік. Діти: Салдан Вікторія Йосипівна (31.01.1971 р.н., м. Одеса), канд. фармацевтичних наук, мікробіолог; Салдан Юлія Йосипівна (03.01.1973 р.н., м. Одеса), канд. мед. наук, доцент кафедри очних хворіб Вінницького національного мед. університету ім. М. Пирогова.